# Scedella kawandana
Scedella kawandana är en tvåvingeart som beskrevs av Munro 1957. Scedella kawandana ingår i släktet Scedella och familjen borrflugor.
Artens utbredningsområde är Uganda. Inga underarter finns listade i Catalogue of Life.